# Heßler (Adelsgeschlecht)
Die von Heßler (auch Hesler, Heseler oder de Heslere) waren ein Ministerialengeschlecht der Landgrafen von Thüringen, das zum thüringischen Uradel zählte. Sie waren eines Stammes mit den von Burkersroda. Das Geschlecht ist Anfang des 19. Jahrhunderts erloschen.
Möglicherweise stammt jedoch die wappengleiche, briefadelige sächsische Familie von Hesler von den uradeligen von Heßler ab. Keine Verwandtschaft besteht hingegen mit der briefadeligen Familie von Haeseler.

## Geschichte

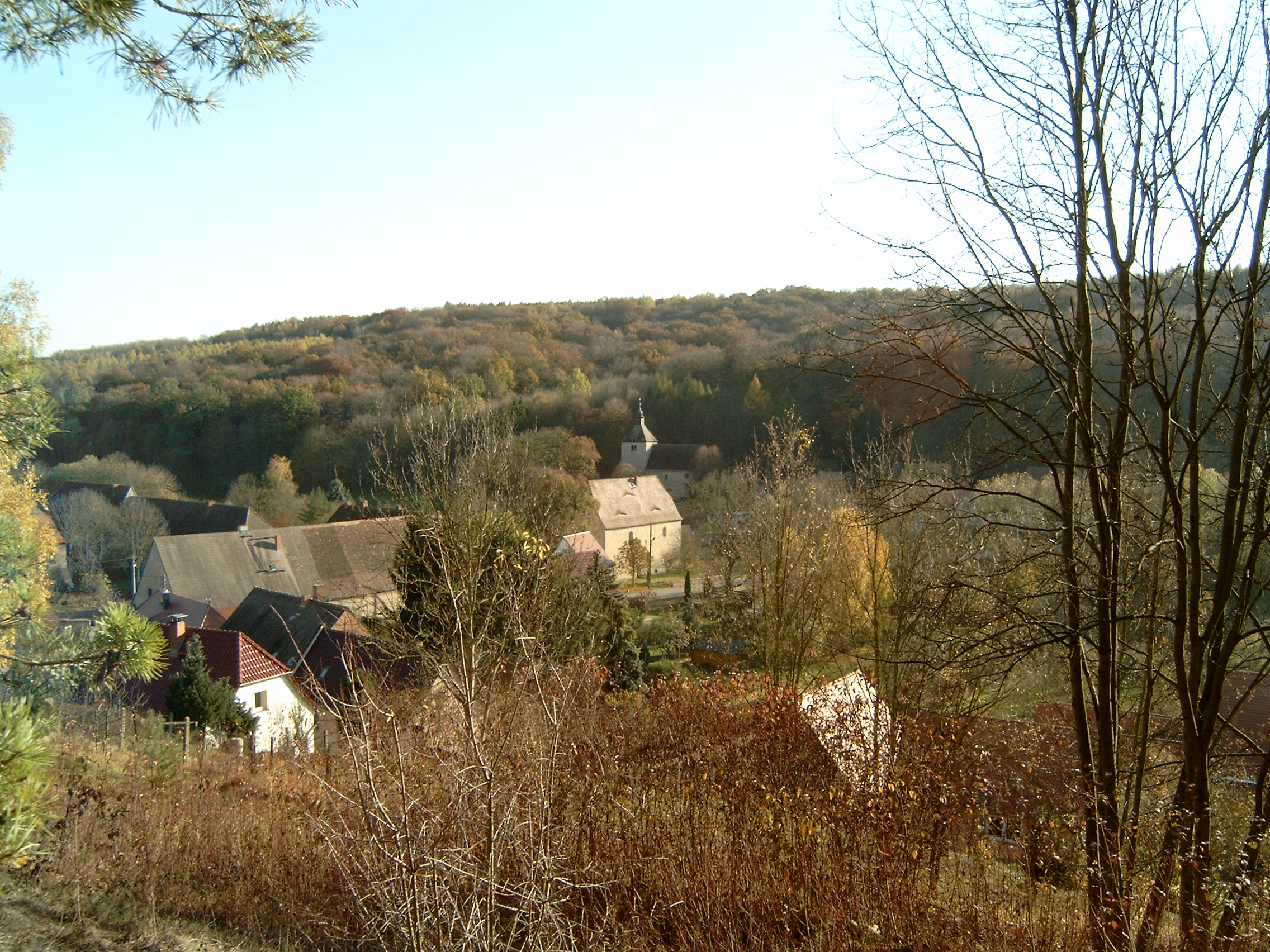
Blick vom Burgberg in Burgheßler auf Gut, Gotisches Haus und Kirche

Die von Burkersroda und die von Heßler haben das gleichnamige Stammhaus in Burgheßler, wohl auf der nordöstlich des Ortes gelegenen Burg (wüst), nordöstlich von Eckartsberga im Haseltal auf dem Burgberg gelegen. Die Burg Heßler erhielt ihren Namen vermutlich von dem Bach Hasel. Von der Burg, die vom 12. bis 14. Jahrhundert bestand, hat sich nur ein Brunnenschacht erhalten.
Erstmals wird 1197 der landgräfliche Ministeriale Henricus de Heselere zu Burgheßler genannt. In einer Urkunde werden am 7. August 1239 die Brüder Heinrico et Theoderico, Söhne des † Heinricus bone memorie senior de Heselere mit ihrem Vetter Heinrico de Hartisleiben (Hardisleben bei Buttstädt) erwähnt. Im selben Jahr legten die Brüder Georg und Hans, Söhne des Heinrich von Burckersrode, den Geschlechtsnamen „von Burkersrode“ ab und nannten sich „von Hesler“ nach ihrem neuen Stamm- und Rittersitz, Burg Heßler.
1261 sind Berthold und Eckard von Heßler als Castellane der Grafen von Orlamünde urkundlich bezeugt. Gegen Ende des 13. Jahrhunderts gehörten Günther und Dietrich von Hesler zu den Vasallen der in Wiehe residierenden Grafen von Rabenswalde. Am 25. November 1333 gibt ein Hans Heßler sein Lehen, welches er im Ort Heselere (Heßler) vom Landgrafen hat, an die Grafen von Orlamünde weiter.
Die Burg Heßler wurde 1345 im Thüringer Grafenkrieg zerstört, nicht wieder aufgebaut und als Steinbruch für die Bauten des im Tal entstehenden Dorfes verwendet. Hier wurde das Rittergut, das bis 1726 im Besitz der Familie von Heßler blieb, errichtet. 1539 wurde ein Erbverbrüderungs- und Mitbelehnungsvertrag mit den von Burkersroda geschlossen.
Das Zisterziensernonnenkloster Klosterhäseler wurde Mitte des 13. Jahrhunderts von der Familie von Heßler gestiftet. Erstmals wurde es 1318 urkundlich erwähnt. Im Zuge der Reformation wurde es aufgelöst und 1543 von der Familie von Heßler gekauft und mit dem Rittergut vereinigt. Dieser Zweig der Familie starb 1771 mit Hans Heinrich III. von Heßler aus. Das Gut ging in Konkurs.
Nach dem Tod des Christian Moritz von Heßler 1726 wurde das Rittergut Burgheßler aufgrund von Schulden sequestriert. 1807 wurde der Besitz von August Wilhelm, Friedrich August und Wilhelmine Auguste Caroline von Burkersroda erworben. Bis zur Bodenreform 1945 blieb Burgheßler dann im Eigentum der Familie von Burkersroda.

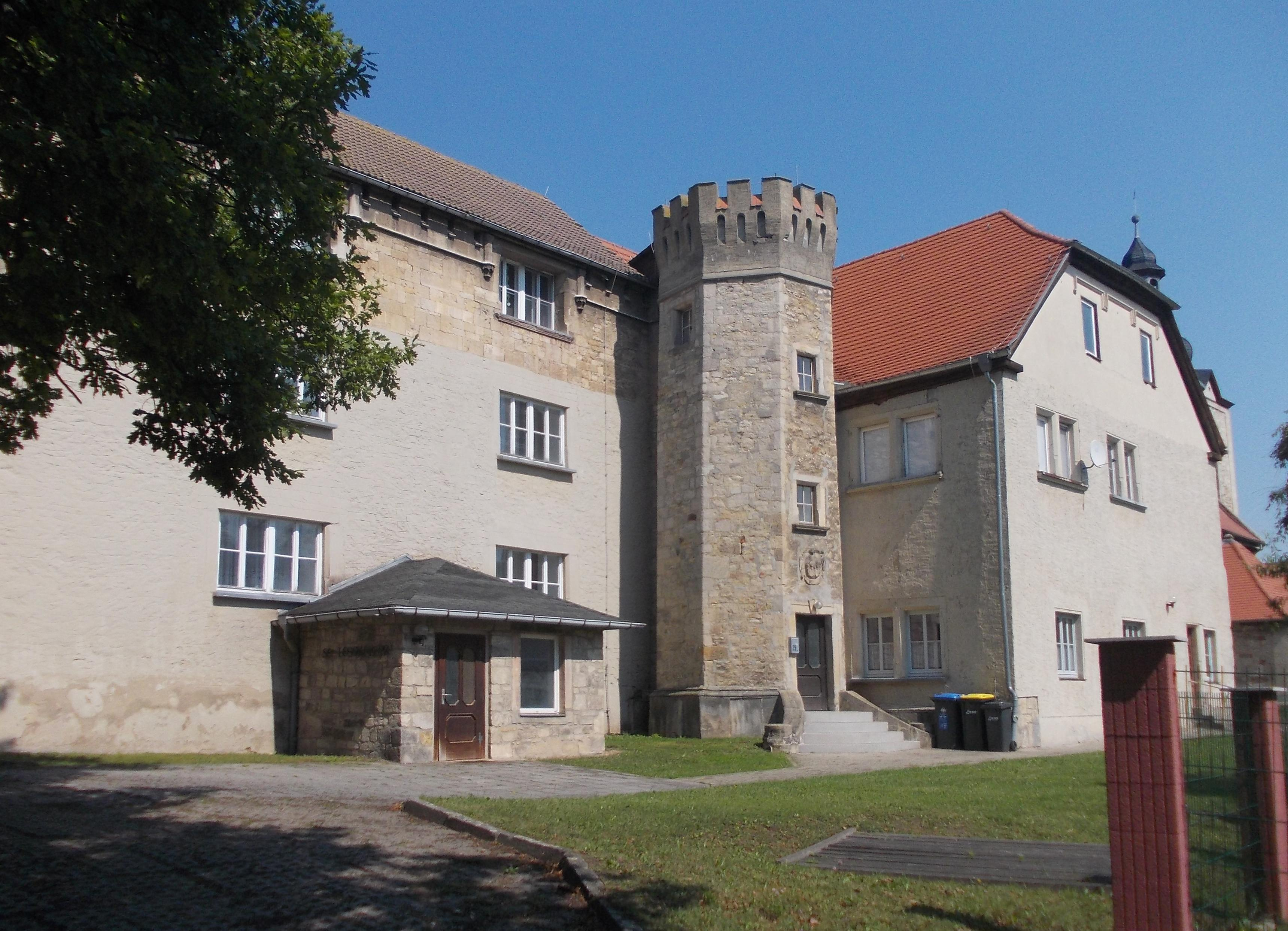
Klosterhäseler
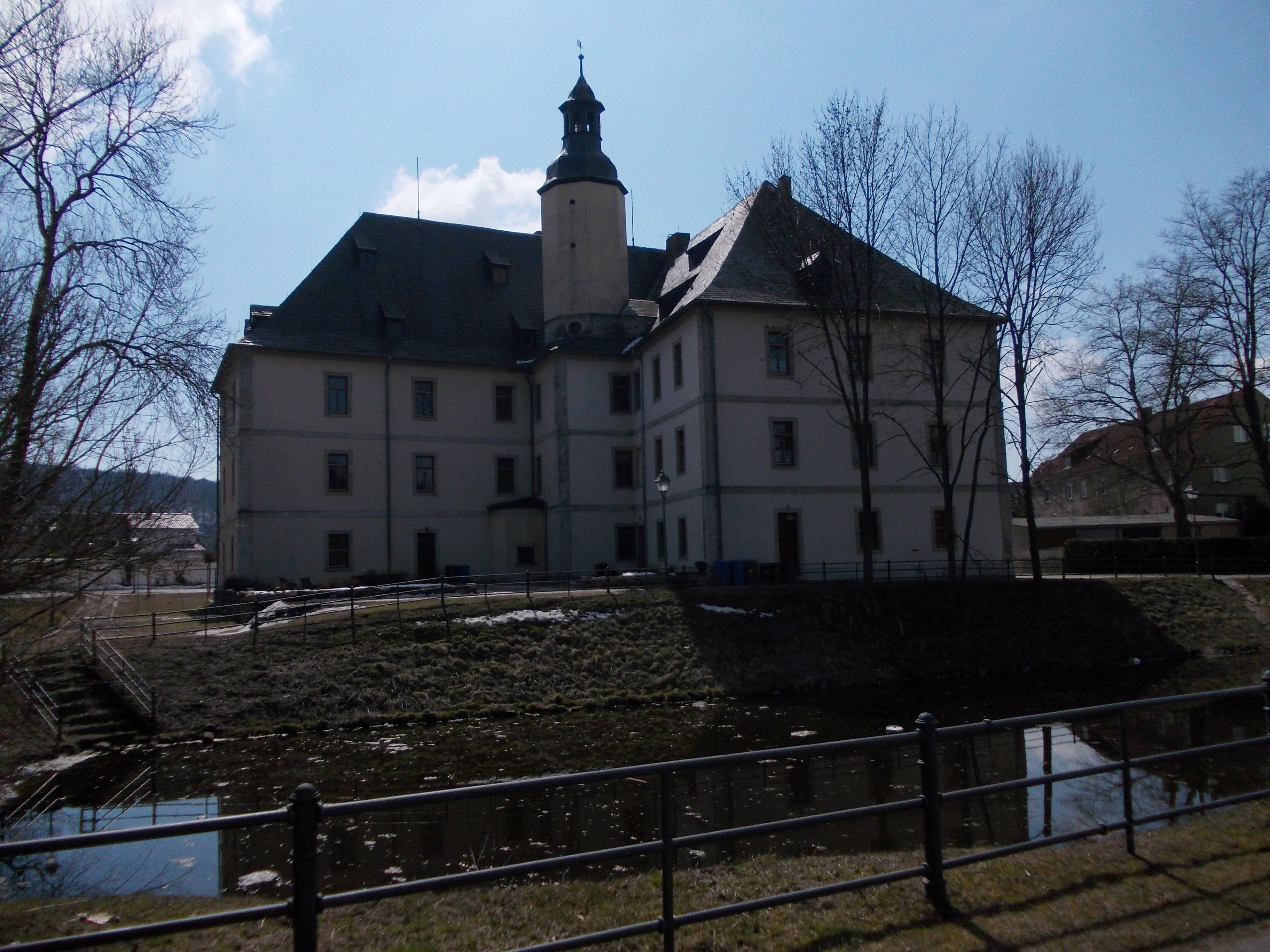
Balgstädt

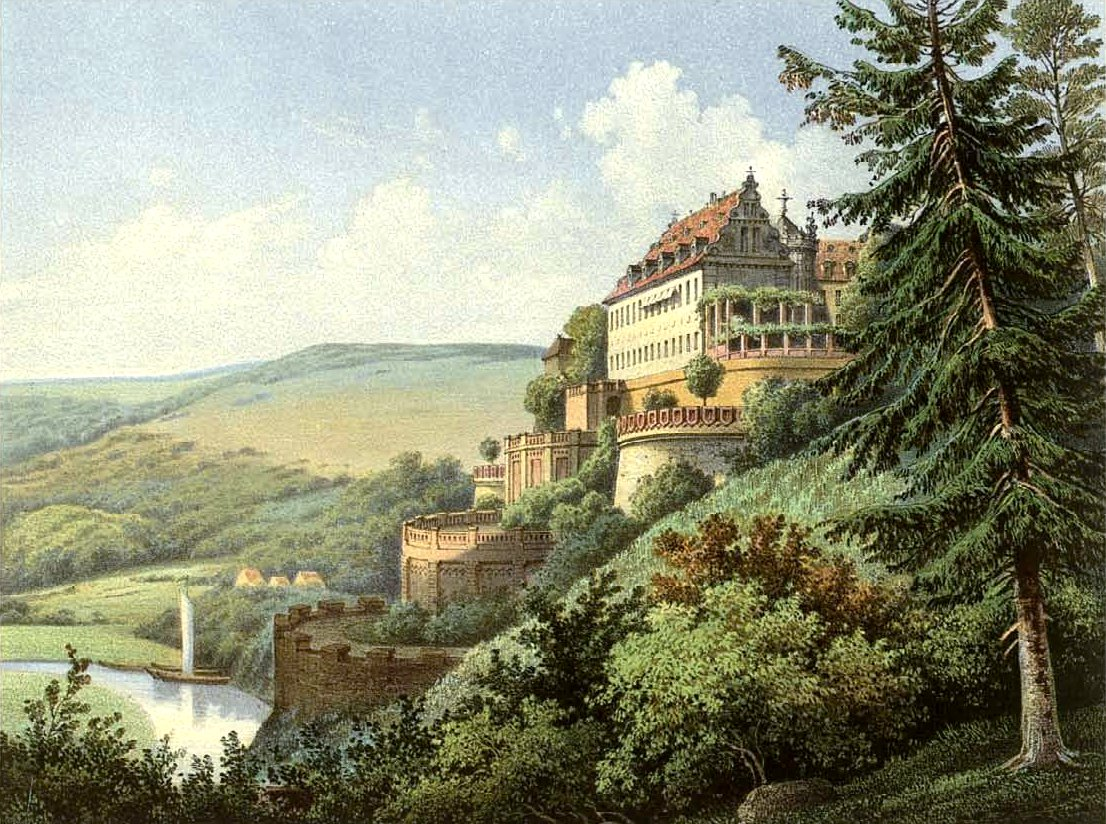
Schloss Vitzenburg um 1860, Sammlung Alexander Duncker

1649 erwarb der Obrist-Lieutenant Hans Heinrich II. von Heßler, Herr auf Burgheßler und Balgstädt (1616–1726 im Besitz der Familie), das Schloss Vitzenburg. Sein Sohn, Hans Heinrich III. von Heßler, Herr auf Burgheßler, Balgstädt, Vitzenburg und Größnitz, ließ 1665 vor dem Schloss in Vitzenburg ein Rittergut errichten. 1695 ließ Kriegskommissarius Georg Friedrich von Heßler den Nordflügel des Schlosses in barocken Formen erweitern. Um die Mitte des 18. Jh. wurde unter Leitung von Hofrat Friedrich Moritz von Heßler am nördlichen Flügel des Schlosses Vitzenburg die Rentei errichtet, an der sich die Allianzwappen Heßler-Lindenau mit der Jahreszahl 1755 sowie von Johann Moritz von Heßler und der Henriette Margaretha von Zaschwitz befinden. Von 1764 bis 1767 wurden das Schloss und das ehemalige Kloster unter Leitung des Landkammerrates Friedrich Moritz von Heßler im Barockstil umgebaut. Der Landkammerrat Friedrich Moritz von Heßler, letzter der von Heßler auf Schloss Vitzenburg, verstarb am 12. April 1803 kinderlos. Sein Erbe erhielt der königlich-sächsische Kammerherr und Amtshauptmann Graf Heinrich Moritz von der Schulenburg. Als Bedingung und zur Erinnerung an den Erblasser sollten dessen Nachkommen den Namen „von der Schulenburg genannt von Heßler“ führen.
Der letzte Vertreter des Klosterhäselerschen Lehnstammes, der 49-jährige pensionierte Leutnant Friedrich Heinrich von Heßler (* 27. Oktober 1756, Sohn des polnisch-sächsischen Obrist-Leutnants zu Merseburg George Christoph von Heßler und der Johanna Henrike Freiin von Kottwitz) starb am 19. Juni 1804 in Blasewitz und wurde am 23. Juni auf dem dortigen Johanniskirchhof beigesetzt. Er hinterließ als Alleinerbin seine Witwe Christiana Magdalena von Heßler, geb. Adam (möglicherweise illegitim aus der braunschweigischen Linie der Edlen Herrn zu Eltz auf Rethmar stammend), aber keine Kinder, sodass die Lehnsmasse an den Kurfürsten Friedrich August III. von Sachsen fiel. Die Spuren seines älteren Bruders Rudolph Adam von Heßler (* 18. Februar 1755), Amtshauptmann (1785), (⚭ 1784 mit Marianna Konstancja Bojanowska, aus alter polnischen Adelsfamilie) verlieren sich um 1800 in Schlesien. Seine Tochter Konstantine Johanna Friederike von Heßler (Häsler, Haesler), Pflegetochter des Landrates Hans Ernst von Stentzsch, Herr auf Prittag unweit von Grünberg in Schlesien, vermählte sich 1804 (als Waise) mit dem königlich-preußischen Generalleutnant der Infanterie Gustav Xaver Reinhold von Ryssel († 17. Oktober 1845). Sie hatte das Rittergut Prittag mit in die Ehe gebracht und lebte dort noch als Witwe um 1870.
Ein genealogischer Zusammenhang zu dem heute noch blühenden Briefadelsgeschlecht von Hesler, dessen Stammreihe nur bis zu George Wilhelm von Hesler (1773–1830) zurückgeführt werden kann und welches das gleiche Wappen führt, lässt sich nach der vorliegenden Quellenlage nicht nachweisen. Umfangreiche ehemals in der Familie vorhandene Unterlagen sind bei Kriegsende in Dresden verbrannt. Am 19. Februar 1925 erfolgte in Berlin die adelsrechtliche Nichtbeanstandung des geführten Adels für die Brüder Friedrich Wilhelm, sächsischer Hauptmann a. D., und Albert von Hesler, sächsischer Oberleutnant a. D.

## Wappen
Heßler: Der Schild ist von Silber und Rot spitzenweise gespalten, bzw. zeigt vier rote nach rechts über einem silbernen Schild gelegte Sturmpfähle. Auf dem Helm eine wachsende, vorwärtsgekehrte, gekrönte Frau in Rot und Silber gevierter Kleidung, in der rechten einen grünen Kranz haltend, die Krone mit sieben abwechselnd roten und weißen Fähnchen besteckt. Die Helmdecken sind Rot und Silbern.
Hesler: In Silber drei rechte rote Spitzen. Auf dem Helm mit rot-silbernen Decken eine wachsende Jungfrau in von Rot und Silber gespaltenem Kleid, in der rechten einen grünen Kranz haltend, die Linke in die Seite gestützt. Auf dem Haupt trägt sie einen flachen roten Hut, besteckt mit sieben (4 n. rechts, 3 n. links) abwechselnd rote und silberne Fähnlein an Stangen verwechselter Farbe.
Die Heßler waren stammes- und wappenverwandt mit den Edlen von Laucha (bzw. von Luchow) und den Herren von Burkersroda. (Eine ähnliche Wappen- und möglicherweise Stammesgemeinschaft – mit dem gleichen rot-silbernen Spitzenwappen – bestand zwischen mehreren Familien der Altmark, darunter den Beust, Königsmarck, Möllendorff und Havelberg.)

## Personen
- Heinrich von Hesler (gelebt um 1300)
- Hans Friedrich von Heßler (1610–1667), Obrist und Besitzer der Rittergüter Burgheßler und Balgstädt
- Moritz Christoph von Heßler (1643–1702), fürstlich-sächsischer Obersteuereinnehmer in Sachsen-Altenburg und Besitzer der Rittergüter Rabis und Möckern
- Hans Heinrich von Heßler (1648–1717), königlich-polnischer und kurfürstlich-sächsischer Generalmajor und Besitzer der Rittergüter Klosterhäseler und Gößnitz
- Johann Moritz von Heßler (1677–1741), königlich-polnischer und kurfürstlich-sächsischer Geheimer Rat und Erbmarschallamtsverweser, Besitzer des Rittergutes Vitzenburg
- George Christoph von Heßler († 1774), kursächsischer Oberst der Infanterie, Regimentskommandeur, Ritter des Ordens Pour le Mérite sowie Rittergutsbesitzer
- Rudolph Adam von Heßler (1756-um 1800), Amtshauptmann des Erzgebirgischen Kreises im Kurfürstentum Sachsen und adliger Kreissteuereinnehmer

## Weitere Familien
Zu beachten ist, dass es zwei weitere namensgleiche Adelsgeschlechter gegeben hat, die mit den oben genannten nicht verwandt waren.

### Hesler in Schlesien
Die von Hesler, auch Haessler, Hessler, Hesler waren ein in Schlesien vorkommendes Adelsgeschlecht. Erste waren Niclas, Hancke und Peter von Hesler 1353 und noch 1590 lebte Fortunat Hessler. Ihr Wappen war von Schwarz und Silber geviert mit rotem Schildhaupt.

### Heßler in Franken und Hessen
Die von Heßler waren ein altes fränkisch-hessisches Geschlecht. Sie sind 1520 auch in der reichsfreien fränkischen Ritterschaft im Ritterkanton Rhön-Werra zu finden. Ihr Wappen war von Gold und Blau schräggeviert.

### Haeseler aus Magdeburg
Keine Verwandtschaft besteht auch zu der Magdeburger Kaufmannsfamilie von Haeseler, die 1733 in den preußischen Adels- und später in den Grafenstand erhoben wurde.